# Bonusta
Bonusta (łac. Diocesis Bonustensis) – stolica historycznej diecezji w Cesarstwie rzymskim w prowincji Afryka Prokonsularna, sufragania metropolii Kartagina. Współcześnie w Tunezji. Obecnie katolickie biskupstwo tytularne.

## Biskupi tytularni
| Lp. | Biskup                          | Funkcja                                                      | Od               | Do                  |
| --- | ------------------------------- | ------------------------------------------------------------ | ---------------- | ------------------- |
| 1   | Martin Joseph-Honoré Lajeunesse | wikariusz apostolski Keewatin (Kanada)                       | 25 kwietnia 1933 | 10 lipca 1961       |
| 2   | Ivo Gugić                       | biskup pomocniczy Dubrownika i Spitu-Makarskiej (Jugosławia) | 12 lipca 1961    | 22 listopada 1983   |
| 3   | Isaac Danu                      | biskup pomocniczy Taungngu (Birma)                           | 4 czerwca 1984   | 1 września 1989     |
| 4   | Stefan Cichy                    | biskup pomocniczy katowicki                                  | 26 sierpnia 1998 | 19 marca 2005       |
| 5   | John Noonan                     | biskup pomocniczy Miami (USA)                                | 21 czerwca 2005  | 2 października 2010 |
| 6   | Heinz-Günter Bongartz           | biskup pomocniczy Hildesheim (Niemcy)                        | 4 grudnia 2010   |                     |